# Tetranchyroderma apum
Tetranchyroderma apum är en djurart som tillhör fylumet bukhårsdjur, och som beskrevs av Adolf Remane 1927. Tetranchyroderma apum ingår i släktet Tetranchyroderma och familjen Thaumastodermatidae. Inga underarter finns listade i Catalogue of Life.